# Filippinerna i olympiska sommarspelen 1936
Filippinerna deltog med 28 deltagare vid de olympiska sommarspelen 1936 i Berlin. Totalt vann de en bronsmedalj.

## Medalj

### Brons
- Miguel White - Friidrott, 400 meter häck.